# Gast- en Weeshuis (Katwijk)

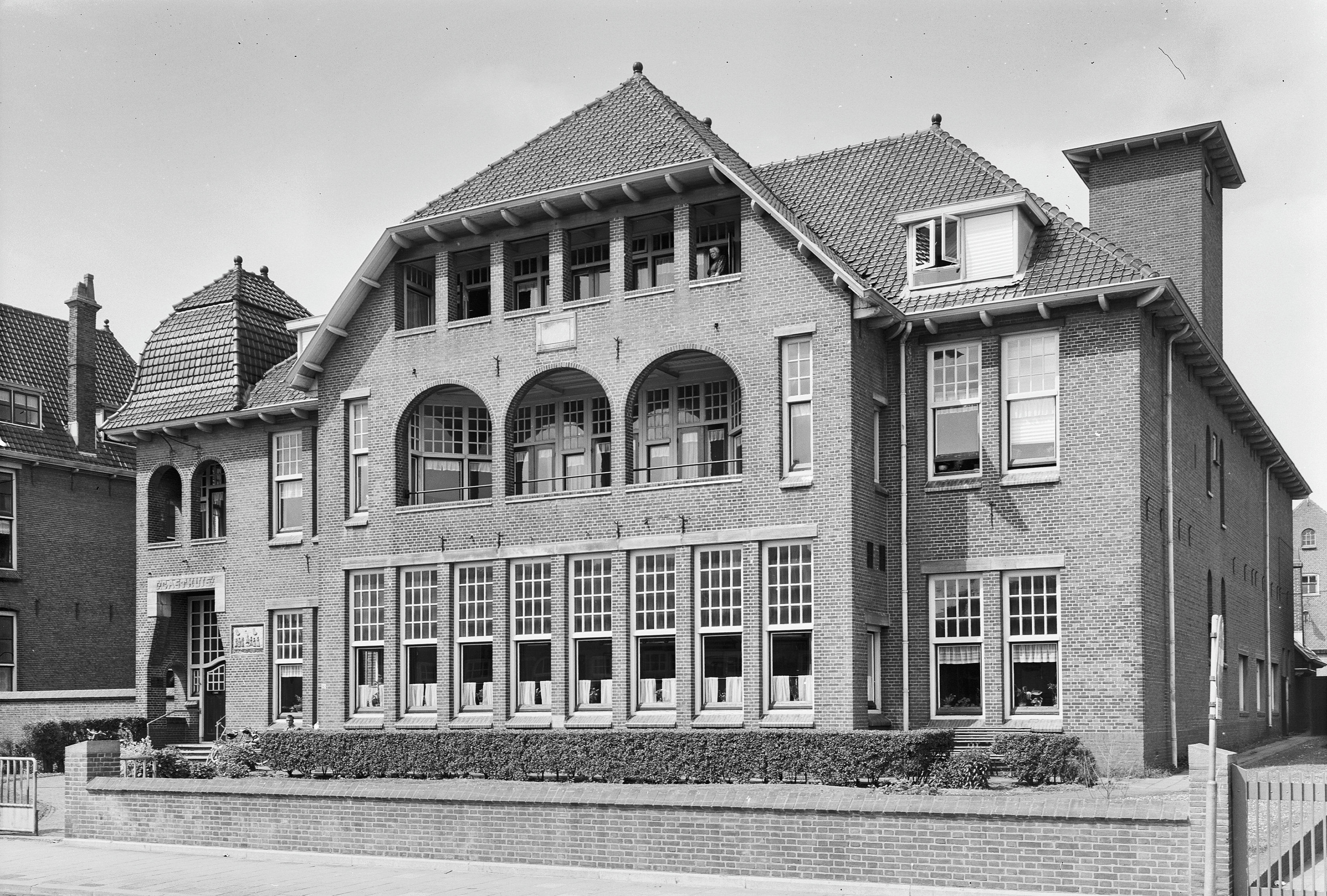
Gasthuis

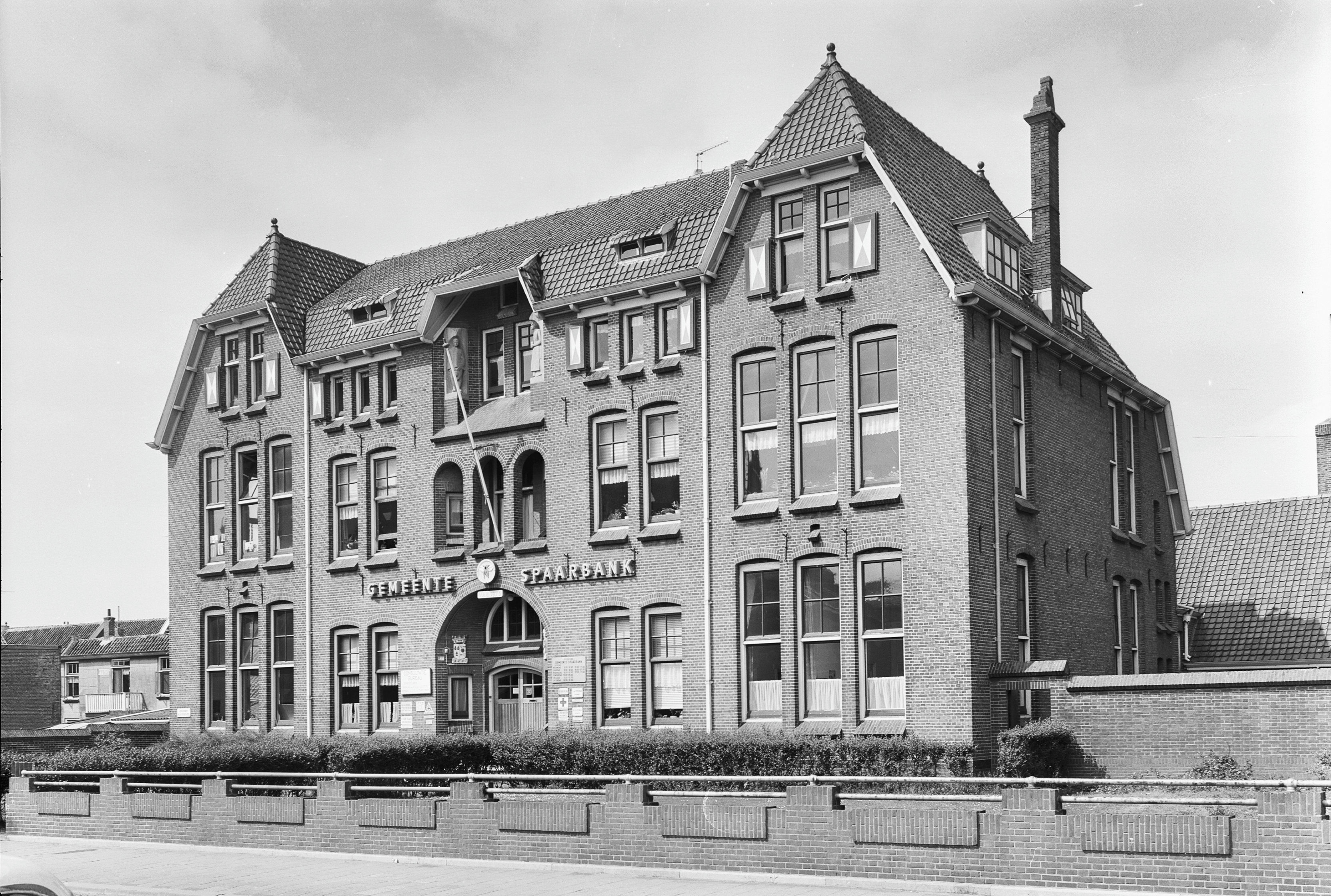
Weeshuis

Het Gast- en Weeshuis waren twee gebouwen van de Leidse architect Hendrik Jesse in de Voorstraat van de kustplaats Katwijk, in de Nederlandse provincie Zuid-Holland. Het Weeshuis dateerde van 1902 en het Gasthuis van 1908. Zij vormden samen met de Nieuwe Kerk van Katwijk, ook van Jesse, en de oude pastorie in het dorp een beeldbepalend geheel van architectuur van rond 1900. 
De eerste vermelding van een gasthuis voor ouden van dagen in Katwijk aan Zee dateert uit 1405. In 1615 werd er aan de Voorstraat een weeshuis opgericht. In 1623 waren er al 13 kinderen opgenomen. Op hun mouw droegen zij een wit wapen met drie zwarte lelies: het wapen van de familie Van Liere, die de oprichting van het weeshuis financieel mogelijk had gemaakt.
De twee vroeg twintigste-eeuwse gebouwen werden in 1976 afgebroken om plaats te maken voor nieuwbouw. De verontwaardiging die dat opriep onder de bevolking was nieuw. Niet eerder waren er in Katwijk zulke felle protesten geweest tegen afbraak van historische panden. De afbraak en het protest hebben in de kustplaats bijgedragen tot meer bewustwording ten aanzien van historische gebouwen en hun betekenis. De afbraak werd aangevochten door de Commissie tot Behoud en Wederopbouw van Katwijk. Uiteindelijk boog ook de Raad van State zich over de beoogde sloop. Het advies van dit college over het behoud van de panden kwam echter te laat.

## Atlantikwall
Afbraak van historische bebouwing was in Katwijk al sinds de Tweede Wereldoorlog een gevoelig onderwerp. Tijdens de Duitse bezetting werd een groot deel van het dorp gesloopt om plaats te maken voor de Atlantikwall. Dit gebeurde ook in andere kustplaatsen, zoals Noordwijk en Zandvoort.